# 北海道道925号武徳下士別線
北海道道925号武徳下士別線（ほっかいどうどう925ごう ぶとくしもしべつせん）は、北海道士別市内を結ぶ一般道道（北海道道）である。

## 概要

### 路線データ
- 起点：北海道士別市武徳町（北海道道537号旭士別線交点）
- 終点：北海道士別市下士別町（国道40号・北海道道850号瑞生下士別線交点）
- 総延長：5.013 km[1][注釈 1]
- 実延長：4.989 km[1][注釈 1]
- 重用延長：0.024 km[1][注釈 1]

### 道路管理者
- 上川総合振興局 旭川建設管理部 士別出張所

## 歴史
- 1977年（昭和52年）3月31日 - 路線認定[2]。

## 地理

### 通過する自治体
- 上川総合振興局
  - 士別市

### 交差する道路
士別市
- 北海道道537号旭士別線 - 武徳町（起点）
- 国道40号 - 下士別町（終点）
- 北海道道850号瑞生下士別線 - 下士別町（終点）